# Grand Prix d'été de combiné nordique 2017
Navigation
2016 2018
Le Grand Prix d'été de combiné nordique 2017 est la vingtième édition de la compétition estivale de combiné nordique.
Elle se déroule du 19 août au 1er octobre, en sept épreuves disputées sur quatre sites différents.
L'épreuve par équipes à Oberwiesenthal est remportée par l'équipe tchèque composée de Tomas Portyk et de Miroslav Dvořák devant deux équipes allemandes. Les épreuves individuelles sont remportées par l'Autrichien Mario Seidl, les Allemands Fabian Riessle et Eric Frenzel ainsi que le Norvégien Magnus Moan. L'Estonien Kristjan Ilves remporte le classement général devant les Autrichiens Martin Fritz et Lukas Greiderer.

## Organisation de la compétition

### Programme et sites de compétition
Le calendrier de la saison prévoit sept épreuves sur quatre sites. La compétition débute une nouvelle fois à Oberwiesenthal. Les deux courses suivront des étapes de la Coupe continentale féminine de saut à ski 2017-2018 (en). Une course a lieu à Tschagguns en Autriche et deux courses à Oberstdorf. En marge des courses d'Oberstdorf, des courses de juniors garçons et filles sont organisées. Enfin, deux courses sont organisées à Planica, en Slovénie. Entre 25 000 et 30 000 spectateurs sont attendus sur l'ensemble de la compétition.
| Ville          | Tremplin                        | Image                                                 |
| -------------- | ------------------------------- | ----------------------------------------------------- |
| Oberwiesenthal | Fichtelbergschanzen (de)        | Plusieurs tremplins de saut à ski                     |
| Tschagguns     | Montafoner Schanzenzentrum (de) | Quatre tremplins de saut à ski et l'aire de réception |
| Oberstdorf     | Tremplins de Schattenberg       | Deux tremplins de saut à ski                          |
| Planica        | Bloudkova velikanka             | Cinq tremplins de saut à ski                          |

### Format des épreuves
Sur les sept épreuves prévues, le calendrier compte six épreuves individuelles et un sprint par équipes.

#### Individuel
Les athlètes exécutent premièrement un saut sur un tremplin suivi d’une course de rollerski de 10 km. À la suite du saut, des points sont attribués pour la longueur et le style. Le départ de la course de rollerski s'effectue selon la méthode Gundersen (1 point = 4 secondes), le coureur occupant la première place du classement de saut s’élance en premier, et les autres s’élancent ensuite dans l’ordre fixé. Le premier skieur à franchir la ligne d’arrivée remporte l’épreuve.
Les trente premiers athlètes à l'arrivée marquent des points suivant la répartition suivante :
| Place  | 1er | 2e | 3e | 4e | 5e | 6e | 7e | 8e | 9e | 10e | 11e | 12e | 13e | 14e | 15e | 16e | 17e | 18e | 19e | 20e | 21e | 22e | 23e | 24e | 25e | 26e | 27e | 28e | 29e | 30e |
| ------ | --- | -- | -- | -- | -- | -- | -- | -- | -- | --- | --- | --- | --- | --- | --- | --- | --- | --- | --- | --- | --- | --- | --- | --- | --- | --- | --- | --- | --- | --- |
| Points | 100 | 80 | 60 | 50 | 45 | 40 | 36 | 32 | 29 | 26  | 24  | 22  | 20  | 18  | 16  | 15  | 14  | 13  | 12  | 11  | 10  | 9   | 8   | 7   | 6   | 5   | 4   | 3   | 2   | 1   |

Pour la première fois, le meilleur sauteur porte un dossard bleu et le meilleur skieur porte un dossard rouge.

#### Sprint par équipes
Cette épreuve est composée par équipe de deux. Les deux athlètes effectuent un saut chacun et des points sont attribués pour la longueur et le style. Le départ de la course de rollerski s'effectue selon la cotation suivante (1 point = 2 secondes). Un des athlètes occupant la première place du classement de saut s’élance en premier, et les autres s’élancent ensuite dans l’ordre fixé. La course de rollerski de 2 × 7,5 km avec changement d’athlète tous les 1,5 km. Le premier athlète à franchir la ligne d’arrivée remporte l’épreuve.
Les nations ne peuvent engager plus de trois équipes pour cette épreuve. Les huit premières équipes à l'arrivée marquent des points suivant la répartition suivante:
| Place  | 1er | 2e  | 3e  | 4e  | 5e  | 6e | 7e | 8e |
| ------ | --- | --- | --- | --- | --- | -- | -- | -- |
| Points | 200 | 175 | 150 | 125 | 100 | 75 | 50 | 25 |

### Dotation financière
Les organisateurs de chaque course doivent consacrer 10 000€ aux prix en argent (prize money). La répartition est la suivante : 8 000€ pour le classement de la course (les six premiers de l'individuel et les six premières équipes du Team Sprint). Les 2 000€ restants sont consacrés à la dotation du classement général.

## Compétition

### Avant la compétition

#### Athlètes pouvant participer
Les nations qui le souhaitent peuvent engager un nombre limité d'athlètes par compétition :
| Nations                                                                                | Quotas | Motifs |
| -------------------------------------------------------------------------------------- | ------ | --- |
| Autriche, Allemagne, Norvège                                                           | 8      | Nations classées aux trois premières places du classement des nations de la Coupe du monde de combiné nordique 2016-2017             |
| France, Japon, Finlande                                                                | 6      | Nations classées entre la quatrième et la sixième place du classement des nations de la Coupe du monde de combiné nordique 2016-2017 |
| Tchéquie, Estonie, Italie, Corée du Sud, États-Unis, Slovénie, Pologne, Russie, Suisse | 4      | Autres nations classées dans le classement des nations de la Coupe du monde de combiné nordique 2016-2017                            |
| Autres nations                                                                         | 2      | Nations n'ayant marqué aucun point en coupe du monde                                                                                 |

La nation « à domicile » peut engager quatre athlètes supplémentaires.
Sont sélectionnables, les athlètes ayant :
- marqué des points en coupe du monde,
- marqué des points en coupe continentale,
- participé à la coupe du monde, à la coupe continentale ou aux championnats du monde junior.

#### Participants
La compétition a lieu durant la préparation estivales des athlètes,. Ceux-ci visent notamment pour les jeux olympiques,,.
Les favoris sont les athlètes allemands notamment Eric Frenzel et Johannes Rydzek qui ont dominé la précédente édition de la coupe du monde. Les autres athlètes allemands Fabian Riessle, Bjorn Kircheisen et Manuel Faisst ainsi que les Autrichiens, les Japonais, les Finlandais et les Français sont également attendus. L'équipe de France compte deux leaders : François Braud et Maxime Laheurte qui vient de remporter le championnat de France,. Jason Lamy-Chappuis qui a annoncé son retour à la compétition au printemps 2017 avec pour objectif les Jeux olympiques de 2018 participe à la compétition (à l'exception des deux premières courses d'Oberwiesenthal),. Au contraire, Hannu Manninen n'est pas présent dans l'équipe Finlandaise. Il ne manque que les meilleurs norvégiens qui préfèrent s'entraîner à Planica,,. Le nouveau coach de l'équipe slovène, Mitja Oranic, espère que ses athlètes brilleront notamment à domicile afin de garantir des places aux Jeux olympiques pour la Slovénie.
Lors des courses de Planica, des athlètes comme Mario Seidl, Eric Frenzel choisissent de ne pas participer. Les meilleurs athlètes norvégiens font le choix inverse.

### Déroulement de la compétition

#### Oberwiesenthal

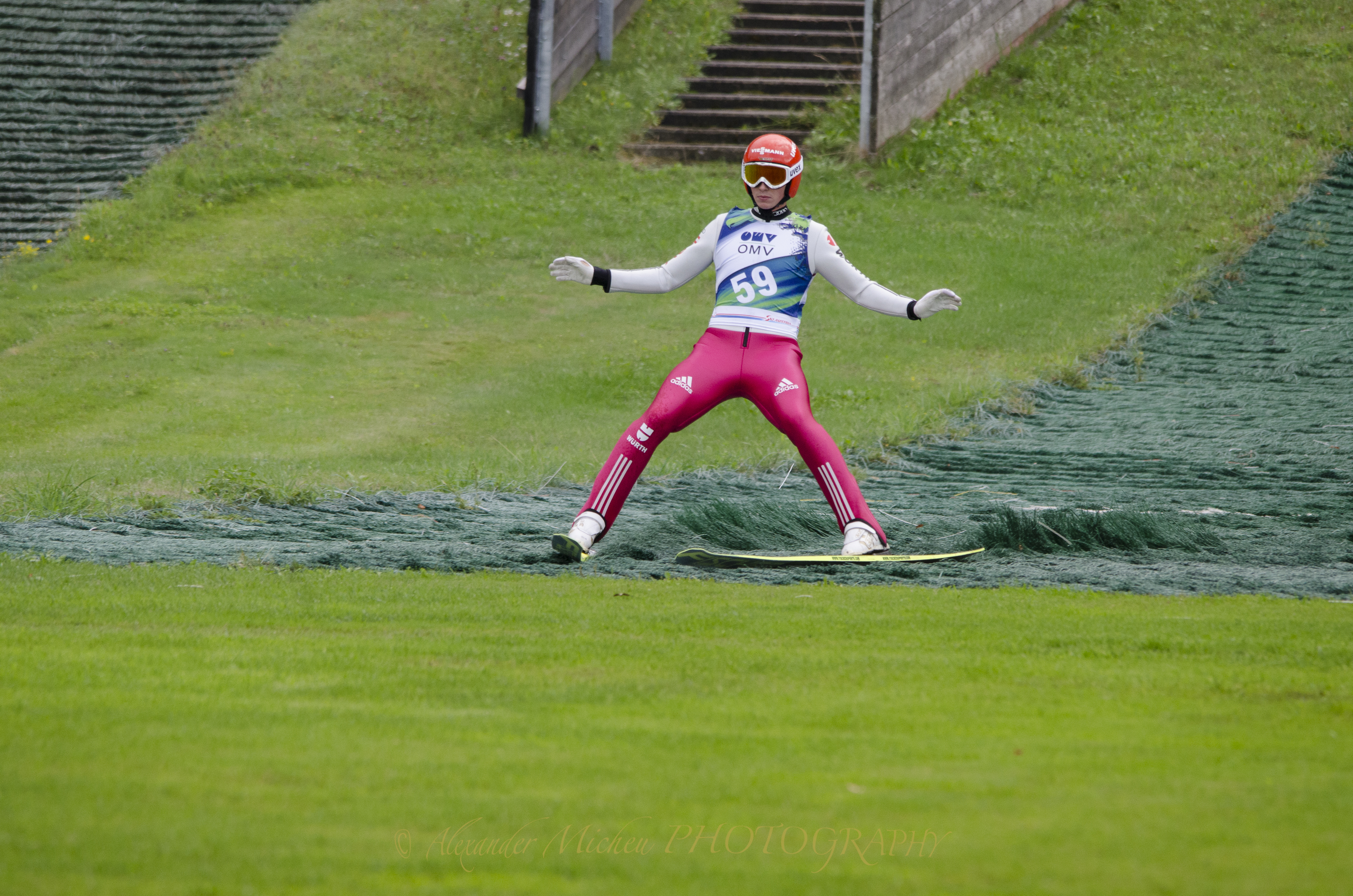
Eric Frenzel, à domicile, réalise deux podiums en deux courses.

Le 19 août 2017, vingt-trois équipes représentant douze nations différentes sont engagées lors du sprint par équipes. Lors du concours de saut, les Autrichiens Franz-Josef Rehrl et Mario Seidl réalisent respectivement un saut à 103 m et un saut à 99,5 m ce qui leur permet dominer ce concours. L'équipe numéro 3 allemande composé de Bjorn Kircheisen et de Terence Weber est deuxième à 5 secondes. Akito Watabe réalise le record du tremplin, 107 m ce qui permet à son équipe d'être troisième à 10 s. La première équipe tchèque est juste une seconde derrière les Japonais. Les Finlandais, la seconde équipe tchèque, les deux autres équipes allemandes suivent de peu. Au total, neuf équipes sont dans la même minute avant le départ de la course de rollerski. Lors de celle-ci, les quatre équipe en tête après le concours de saut se regroupe en tête lors du premier tour. Puis à la-course, trois autres équipes les rejoignent. Les sept équipes sont l'Autriche, la Finlande, la République tchèque, le Japon et les trois équipes allemandes. Les sept équipes restent ensemble jusque dans le dernier tour. Fabian Riessle attaque et il donne le relais à Eric Frenzel en tête. Cependant, Miroslav Dvorak n'est pas loin et il réussit à rentrer sur l'allemand. Finalement le Tchèque l'emporte au sprint devant le quintuple vainqueur de la coupe du monde. La deuxième équipe d'Allemagne composé de Jakob Lange et de Vinzenz Geiger complète le podium. Les Autrichiens, premier après le saut, terminent quatrième à deux secondes du podium.
Le lendemain, l'Autrichien Mario Seidl réalise 106 m au tremplin ce qui lui permet de dominer le concours de saut. Il devance les Japonais Akito Watabe qui a sauté à 102,5 m et Hideaki Nagai. Ils sont respectivement à 4 secondes et 29 secondes de l'Autrichien. Le meilleur skieur, Fabian Riessle est cinquième à 40 secondes. Eric Frenzel est à 46 secondes et Bjorn Kircheisen à 51 secondes. Lors de la course de rollerski, Mario Seidl et Akito Watabe font la course en tête jusqu'au 7e kilomètre. À ce moment-là, l'Autrichien lâche le Japonais et l'emporte en solitaire. Derrière le groupe de chasse composé d'Eric Frenzel, de Fabian Riessle et de Bjorn Kircheisen reviennent sur Akito Watabe dans le dernier tour. Finalement, Eric Frenzel, à domicile — il a été fait citoyen d'honneur de la ville quelques jours plus tôt — termine deuxième. Il devance Fabian Riessle, Akito Watabe et Bjorn Kircheisen. Environ 3 500 spectateurs ont assisté à la course. À noter que Johannes Rydzek n'a pas disputé ces courses car il a été mis au repos par l'entraîneur allemand, Hermann Weinbuch, en raison d'un printemps chargé,. L'équipe de France était absente en raison d'une compétition nationale à Gérardmer.

#### Autriche
Quelques jours plus tard, une course a lieu en Autriche dans la vallée du Montafon. Lors du concours de saut sur le Montafoner Schanzenzentrum (de), Mario Seidl réalise un saut de 104,5 m ce qui lui permet de disposer de 31 secondes d'avance sur Laurent Muhlethaler qui a sauté à 100,5 m. Akito Watabe, vainqueur du saut de réserve la veille, est troisième avec un saut de 98,5 m. Derrière les écarts sont très serrés avec 13 athlètes à moins d'une minute du leader et 48 athlètes à moins de deux minutes. Mario Seidl fait la course de rollerski en tête pendant 7,5 km avant d'être rejoint par un groupe de onze athlètes,. La course se joue finalement au sprint et c'est finalement Fabian Riessle le plus rapide. Derrière, Mario Seidl termine deuxième à trois dixièmes de secondes. Pour la troisième place le Finlandais Ilkka Herola domine Eric Frenzel pour un dixième de secondes. Laurent Muhlethaler, deuxième après le saut, termine sixième son meilleur résultat en carrière chez les seniors. La course a rassemblé plusieurs centaines de spectateurs.

#### Oberstdorf

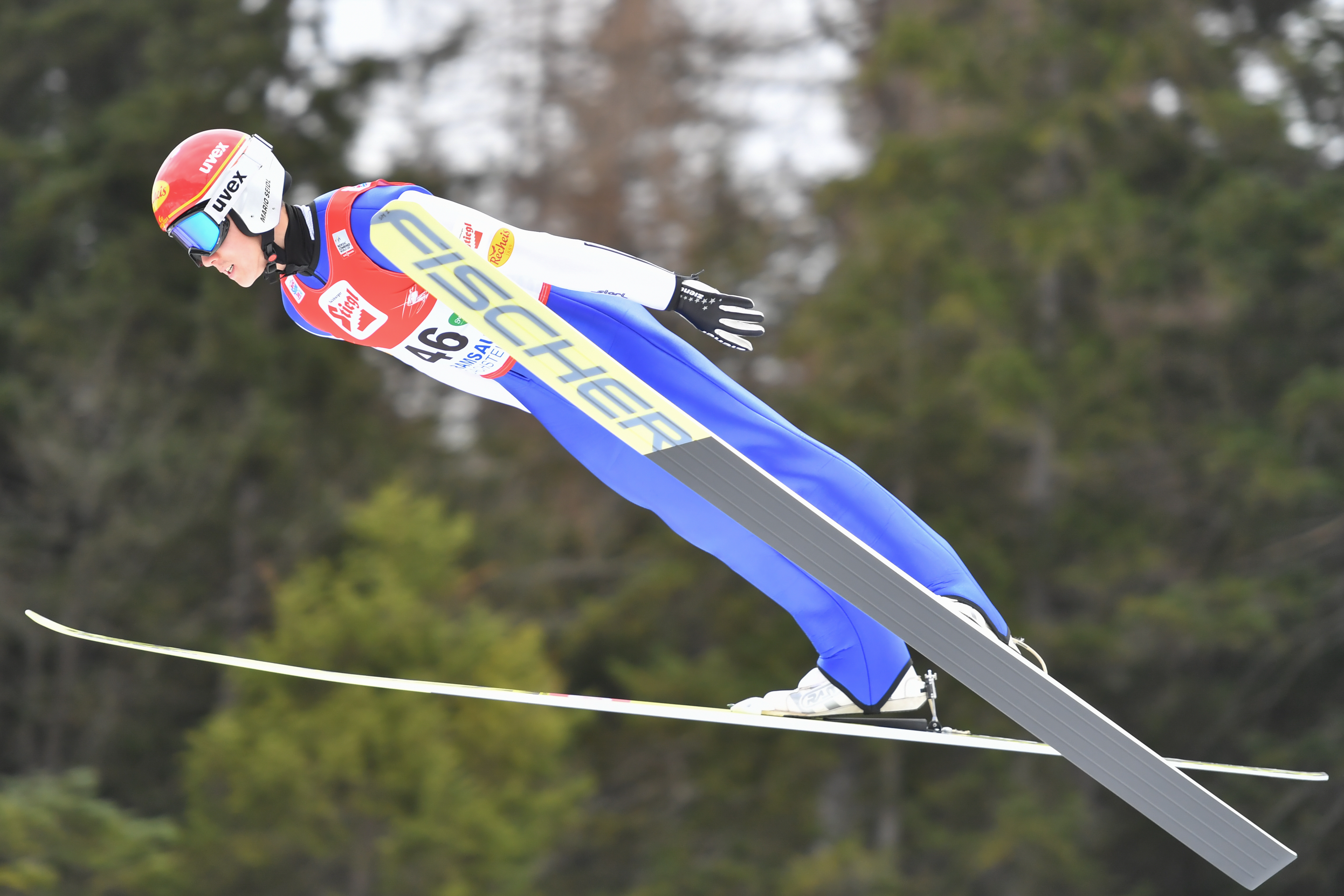
Mario Seidl signe deux nouveaux podiums dans la compétition.

Le 25 août 2017, Harald Johnas Riiber domine le concours de saut avec 133,5 mètres mais il est disqualifié en raison d'une combinaison non conforme. Par conséquent, c'est Eric Frenzel qui est en tête grâce à un saut à 132 mètres. Il devance le Japonais Takehiro Watanabe qui a sauté à 130 m de 6 s. Mario Seidl est troisième à 8 secondes du leader,. Akito Watabe est quatrième et il devance Johannes Rydzek qui saute à 132 mètres pour sa première compétition estivale. Il est à 16 secondes du leader. Lors de la course de rollerskis, Eric Frenzel est seul en tête mais il n'a plus que 7 secondes d'avance sur Johannes Rydzek après 1,8 kilomètres de course. Celui-ci rejoint Eric Frenzel et les deux allemands creusent un écart sur un groupe de poursuivants composé de Akito Watabe, de Mario Seidl, de Tomas Portyk et de Maxime Laheurte. Dans l'avant dernier tour, Johannes Rydzek se fait lâché par Eric Frenzel et celui-ci s'impose avec plus de 30 secondes sur son compatriote. Mario Seidl prend la troisième place devant Tomas Portyk qui signe son meilleur résultat,.
Le lendemain, Mario Seidl domine le concours de saut grâce à un saut de 140,5 mètres réalisé avec un élan moindre que les autres athlètes. En effet, Akito Watabe qui a réalisé 142,5 mètres est relégué à 22 secondes. Takehiro Watanabe est troisième mais à 44 secondes. Les Allemands Fabian Rießle et Eric Frenzel sont ensemble à une minute et 26 secondes. Lors de la course de rollerski, l'Autrichien fait la course en tête et l'emporte. Akito Watabe est rattrapé après 7,2 km par un groupe composé de Eric Frenzel, de Fabian Riessle, de Maxime Laheurte, de Tomas Portyk et de Takehiro Watanabe. Finalement les deux allemands et Watabe se jouent le podium au sprint. Fabian Riessle devance Eric Frenzel et Akito Watabe.
Mario Seidl conserve la tête du classement général de la compétition à l'issue de ces deux courses. Par contre, l'Autrichien n'est pas présent à Planica pour les deux dernières courses de la compétition.

#### Planica

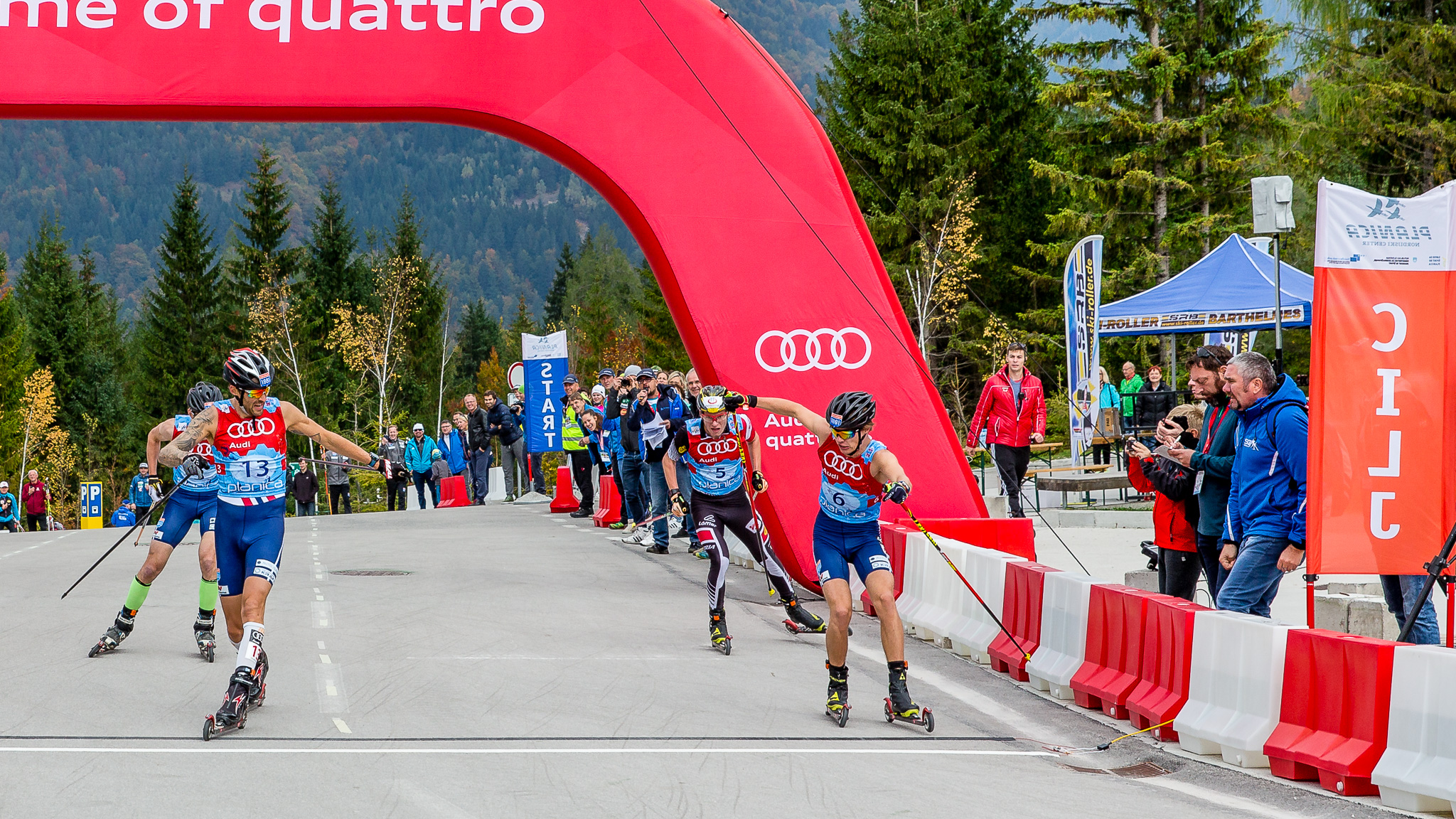
Magnus Moan remporte les deux courses de Planica.

Contrairement aux courses précédentes, les meilleurs athlètes norvégiens sont présents à Planica alors que les meilleurs athlètes allemands et autrichiens sont absents.
Le Français Maxime Laheurte domine le concours de saut grâce à un saut à 137 mètres. Il devance l'Estonien Kristjan Ilves de 12 secondes et le Norvégien Jan Schmid de 28 secondes. Laurent Muhlethaler est quatrième à 33 secondes grâce à un saut à 133 mètres. Martin Fritz est cinquième à 35 secondes et le Norvégien Espen Andersen sixième à 41 secondes. Avec un saut de 130,5 m, Magnus Moan est treizième à 59 secondes du leader. Lors de la course de rollerski, Maxime Laheurte fait la course en tête, en partie avec Kristjan Ilves, pendant quatre des cinq tours. Il est repris par un groupe composé des Norvégiens Magnus Moan, Jan Schmid et Espen Andersen, du Japonais Yoshito Watabe, de l'Autrichien Martin Fritz, du Suisse Tim Hug et des Français François Braud et Laurent Muhlethaler. Dans le dernier tour, Magnus Moan, Espen Andersen, Jan Schmid et Martin Fritz se détachent et se jouent la victoire au sprint. Magnus Moan l'emporte d'un dixième devant Espen Andersen et Jan Schmid domine à la photo-finish Martin Fritz pour la troisième place,.
Le lendemain, Maxime Laheurte domine à nouveau le concours de saut avec un saut à 134,5 mètres. Grâce à un saut de 131,5 mètres, Yoshito Watabe est deuxième à 2 secondes du leader. Jarl Magnus Riiber est troisième à 6 secondes,. Les athlètes sur le podium la veille sont sixième (Espen Andersen), neuvième (Jan Schmid) et onzième (Magnus Moan). Celui a réalisé un saut à 128 mètres ce qui lui permet d'être à 37 secondes du leader. 17 athlètes sont dans la même minute avant le départ de la course de rollerski. Maxime Laheurte, Jarl Riiber et Yoshito Watabe font le début de la course de rollerski ensemble. Ils sont rattrapés par Martin Fritz, Kristjan Ilves et Espen Andersen dans le deuxième tour. Un tour plus tard, Magnus Moan revient sur le groupe de tête et ramène avec lui Jan Schmid et Laurent Muhlethaler. Magnus Moan distance les autres athlètes dans le dernier tour et l'emporte à nouveau. Il devance Jarl Magnus Riiber et Martin Fritz.

### Bilan de la compétition

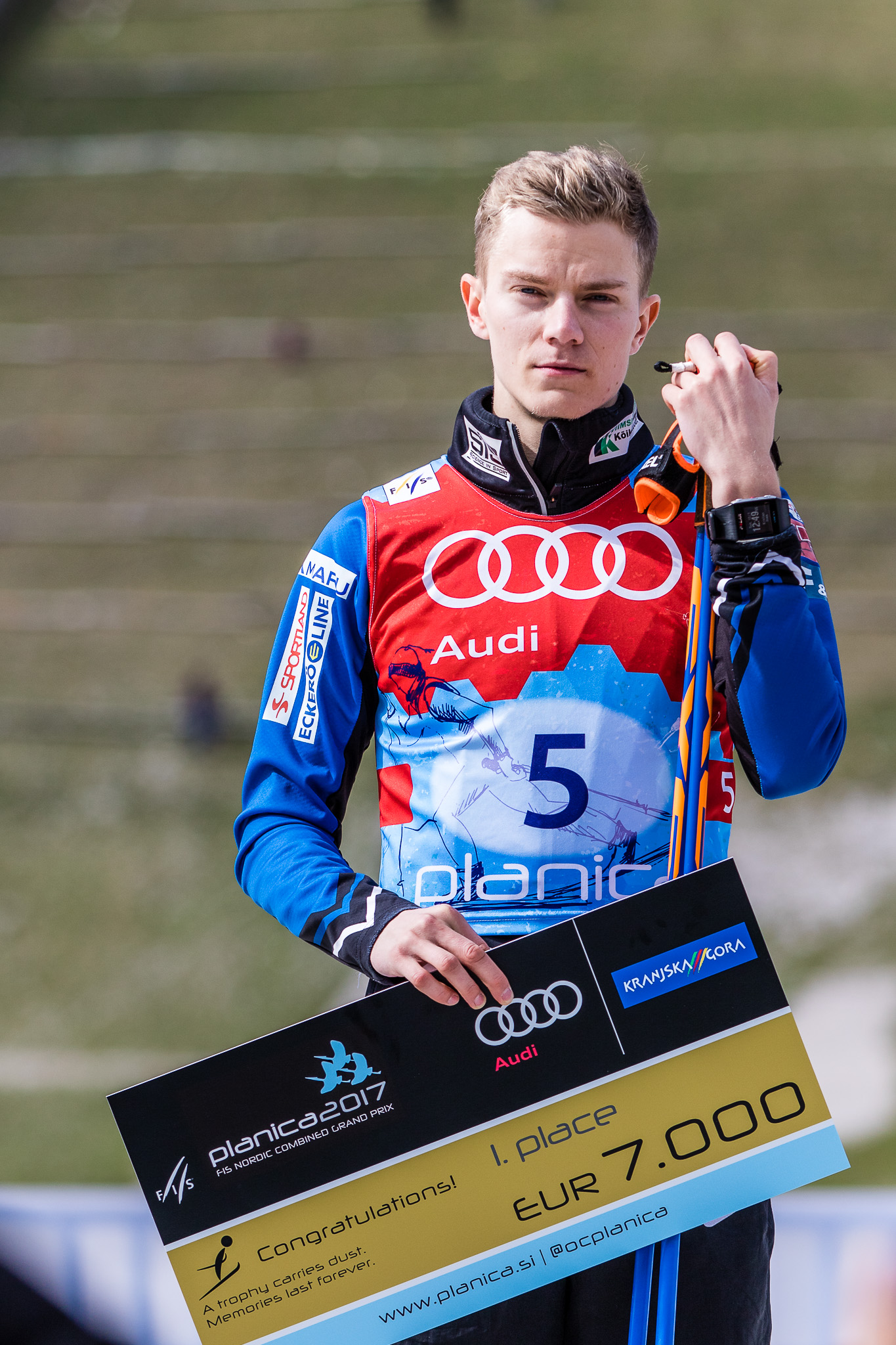
Kristjan Ilves remporte le classement général de la compétition.

L'Estonien Kristjan Ilves remporte le classement général car pour remporter cette compétition il faut participer à toutes les courses. Il devance Martin Fritz et Lukas Greiderer. Ces trois athlètes se partagent les 14 000 euros de dotation pour le classement général.
Kristjan Ilves est le premier estonien à remporter cette compétition. Il juge qu'il a réalisé un bon été avec des bonnes performances notamment en rollerski. Il espère que la saison hivernale sera une réussite et il vise un top 10 lors des Jeux olympiques de 2018.
L'équipe norvégienne a profité de l'intersaison pour apporter des changements dans son fonctionnement. Magnus Moan est très heureux de son été et de ses deux victoires à Planica. Il espère qu'il va garder la forme et faire mieux que la saison précédente qu'il juge comme un « enfer ».
Maxime Laheurte juge qu'il a réussi sa saison estivale,. Il pense que l'équipe de France progresse et qu'elle peut viser une médaille olympique lors de la course par équipe. Fabian Riessle qui a réalisé trois podiums dans la compétition est heureux de ces performances. Lui aussi espère obtenir de bonnes performances aux jeux olympiques.

## Classements

### Individuel
Contrairement à la coupe du monde, le vainqueur du classement général de la compétition est l'athlète qui marque le plus de points et qui participe à toutes les compétitions,. Par conséquent, c'est Kristjan Ilves qui remporte la compétition devant Martin Fritz et Lukas Greiderer.
| Rang | Nom                 | Points |
| ---- | ------------------- | ------ |
| 01.  | Mario Seidl         | 340    |
| 02.  | Eric Frenzel        | 290    |
| 03.  | Fabian Riessle      | 276    |
| 04.  | Magnus Moan         | 200    |
| 05.  | Kristjan Ilves      | 194    |
| 06.  | Maxime Laheurte     | 189    |
| 07.  | Akito Watabe        | 181    |
| 08.  | Martin Fritz        | 152    |
| 09.  | Ilkka Herola        | 135    |
| 10.  | Tomas Portyk        | 130    |
| 11.  | Laurent Muhlethaler | 129    |
| 12.  | Jan Schmid          | 110    |
| 13.  | Johannes Rydzek     | 109    |
| 13.  | Espen Andersen      | 109    |
| 15.  | Jarl Magnus Riiber  | 106    |
| 16.  | Bjorn Kircheisen    | 106    |
| 17   | Miroslav Dvořák     | 101    |
| 18.  | Eero Hirvonen       | 097    |
| 19.  | Lukas Greiderer     | 089    |
| 20.  | Tim Hug             | 082    |
| 21.  | Takehiro Watanabe   | 073    |
| 22.  | Terence Weber       | 067    |

| Rang | Nom                 | Points |
| ---- | ------------------- | ------ |
| 23.  | Yoshito Watabe      | 065    |
| 24.  | Taihei Kato         | 065    |
| 25.  | Marjan Jelenko      | 063    |
| 26.  | François Braud      | 058    |
| 27.  | Go Yamamoto         | 048    |
| 28.  | Vinzenz Geiger      | 048    |
| 29.  | Alessandro Pittin   | 045    |
| 30.  | David Pommer        | 043    |
| 31.  | Hideaki Nagai       | 042    |
| 32.  | Taylor Fletcher     | 040    |
| 33.  | Jason Lamy-Chappuis | 038    |
| 34.  | Antoine Gérard      | 035    |
| 35.  | Aguri Shimizu       | 035    |
| 36.  | Jakob Lange         | 033    |
| 37.  | Vid Vrhovnik        | 032    |
| 38.  | Bryan Fletcher      | 030    |
| 39.  | Manuel Faisst       | 028    |
| 40.  | Martin Hahn         | 028    |
| 41.  | Mikko Kokslien      | 026    |
| 42.  | Arttu Mäkiaho       | 025    |
| 42.  | Raffaele Buzzi      | 022    |
| 44.  | Espen Bjørnstad     | 019    |

| Rang | Nom                  | Points |
| ---- | -------------------- | ------ |
| 45.  | Viktor Pasichnyk     | 019    |
| 46.  | Magnus Krog          | 016    |
| 47.  | David Welde          | 016    |
| 48.  | Jørgen Graabak       | 015    |
| 49.  | Ondřej Pažout        | 014    |
| 50.  | Go Sonehara          | 012    |
| 51.  | Szczepan Kupczak     | 010    |
| 52.  | Tobias Haug          | 010    |
| 53.  | Harald Johnas Riiber | 009    |
| 54.  | Ernest Yahin         | 009    |
| 55.  | Karl-August Tiirmaa  | 008    |
| 56.  | Tom Lubitz           | 007    |
| 57.  | Harald Lemmerer      | 005    |
| 58.  | Samuel Costa         | 005    |
| 58.  | Pawel Slowiok        | 005    |
| 60.  | Hisaki Nagamine      | 003    |
| 61.  | Adam Loomis          | 003    |
| 62.  | Adam Cieslar         | 003    |
| 63.  | Leon Šarc            | 002    |
| 64.  | Jan Vytrval          | 002    |
| 65.  | Jens Lurås Oftebro   | 002    |

### Coupe des Nations
Le classement de la Coupe des nations est établi à partir d'un calcul qui fait la somme de tous les résultats obtenus par les athlètes d'un pays dans les épreuves individuelles ainsi que les deux meilleurs résultats du sprint par équipes. Une équipe du pays en tête de ce classement s'élancera en dernier lors du saut de l'épreuve par équipes.
| Rang | Nom        | Points |
| ---- | ---------- | ------ |
| 01.  | Allemagne  | 1 193  |
| 02.  | Autriche   | 0779   |
| 03.  | Japon      | 0624   |
| 04.  | Norvège    | 0612   |
| 05.  | France     | 0449   |
| 06.  | Tchéquie   | 0447   |
| 07.  | Finlande   | 0382   |
| 08.  | Estonie    | 0252   |
| 09.  | États-Unis | 0098   |
| 10.  | Slovénie   | 0097   |
| 11.  | Pologne    | 0093   |
| 12.  | Suisse     | 0082   |
| 13.  | Italie     | 0072   |
| 14.  | Ukraine    | 0019   |
| 15.  | Russie     | 0009   |

## Résultats
| Date         | Épreuve                                | Vainqueur                                            | Deuxième                                   | Troisième                                  | Leader du Grand Prix               |
| ------------ | -------------------------------------- | ---------------------------------------------------- | ------------------------------------------ | ------------------------------------------ | ---------------------------------- |
| 19 août 2017 | Sprint par équipes HS 106 / 2 × 7,5 km | République tchèque I- Tomas Portyk - Miroslav Dvořák | Allemagne I- Fabian Riessle - Eric Frenzel | Allemagne II- Jakob Lange - Vinzenz Geiger | Non attribué : épreuve par équipes |
| 20 août 2017 | Épreuve individuelle HS 106 / 10 km    | Mario Seidl                                          | Eric Frenzel                               | Fabian Riessle                             | Mario Seidl                        |

| Date         | Épreuve                             | Vainqueur      | Deuxième    | Troisième    | Leader du Grand Prix |
| ------------ | ----------------------------------- | -------------- | ----------- | ------------ | -------------------- |
| 23 août 2017 | Épreuve individuelle HS 108 / 10 km | Fabian Riessle | Mario Seidl | Ilkka Herola | Mario Seidl          |

| Date         | Épreuve                             | Vainqueur    | Deuxième        | Troisième    | Leader du Grand Prix |
| ------------ | ----------------------------------- | ------------ | --------------- | ------------ | -------------------- |
| 25 août 2017 | Épreuve individuelle HS 137 / 10 km | Eric Frenzel | Johannes Rydzek | Mario Seidl  | Mario Seidl          |
| 26 août 2017 | Épreuve individuelle HS 137 / 10 km | Mario Seidl  | Fabian Riessle  | Eric Frenzel | Mario Seidl          |

| Date              | Épreuve                             | Vainqueur   | Deuxième           | Troisième    | Leader du Grand Prix |
| ----------------- | ----------------------------------- | ----------- | ------------------ | ------------ | -------------------- |
| 30 septembre 2017 | Épreuve individuelle HS 140 / 10 km | Magnus Moan | Espen Andersen     | Jan Schmid   | Mario Seidl          |
| 1er octobre 2017  | Épreuve individuelle HS 140 / 10 km | Magnus Moan | Jarl Magnus Riiber | Martin Fritz | Mario Seidl          |